# Škedenj
Škedenj este o localitate din comuna Slovenske Konjice, Slovenia, cu o populație de 76 de locuitori.